# Kompromis
 Der er for få eller ingen kildehenvisninger i denne artikel, hvilket er et problem. Du kan hjælpe ved at angive troværdige kilder til de påstande, som fremføres i artiklen.

Et kompromis er en gensidig aftale eller et forlig mellem to eller flere parter, der opnås ved gensidige indrømmelser. I diskussioner beskriver ordet kompromis den overensstemmelse, parterne finder igennem kommunikation, hvor begge parter gensidigt accepterer de vilkår, de sætter sig fast ved. Disse vilkår bliver ofte modificeret, så en mindre gevinst opnås, end det, de oprindelige krav indebar.
Ekstremisme bliver ofte anset, som værende det modsatte af et kompromis; dette kan, afhængigt af kontekst, associeres med koncepter om balance og tolerance. Når ordet bliver brugt i en negativ sammenhæng, kan kompromis bruges om kapitulation i forhandlingsprocessen af en overenskomst, som i en ”overgivelse” af målsætninger, principper eller materie. Et kompromis i menneskelige relationer er ofte anset som en nødtvungen aftale, som ingen parter er helt tilfredse med. Dette er fordi de involverede parter ofte føler, at de gav for meget væk, eller fik for lidt ud af det.